# Adolf Schärf
Adolf Schärf (Mikulov, 20 aprile 1890 – Vienna, 28 febbraio 1965) è stato un politico austriaco, Presidente dell'Austria dal 5 maggio 1957 al giorno della morte.

## Biografia
Proveniente da una famiglia operaia, si laureò in Giurisprudenza e fu subito chiamato alle armi come ufficiale durante la prima guerra mondiale. Nel 1918 divenne segretario privato dei tre presidenti socialdemocratici del Parlamento, Karl Seitz, Eldersch e Karl Renner. Arrestato dopo la fallita rivolta del 1934, aprì uno studio legale a Vienna. Nuovamente imprigionato durante l'occupazione nazista, nel 1945 giocò un ruolo essenziale nella fondazione del Partito Socialdemocratico d'Austria (SPÖ), di cui fu il primo presidente (1945-1957). Come vicecancelliere (1945-1957), condusse con gli Alleati i negoziati che portarono alla firma del Trattato di Stato (15 maggio 1955), che poneva fine all'occupazione alleata dell'Austria in cambio di garanzie politiche (rispetto delle minoranze) ed economiche (risarcimento dei danni all'Unione Sovietica) e della neutralità perpetua.
Eletto presidente federale il 5 maggio 1957, fu riconfermato il 28 aprile 1963 ma morì prima della fine del suo secondo mandato (28 febbraio 1965).